# Unter Sankt Veit
Unter-St.-Veit ist ein Bezirksteil des 13. Wiener Gemeindebezirks, Hietzing, und eine der 89 Wiener Katastralgemeinden.

## Name und Schreibung
Der Name des Ortes geht auf das Patrozinium der Pfarrkirche in Ober-St.-Veit zurück, den heiligen Veit (Vitus).
Die orthographisch richtige Schreibung mit Bindestrichen ist die offizielle der Stadt Wien; die Katastralgemeinde wird im vom Justizministerium geführten Grundbuch als Eigenname ohne Bindestriche geschrieben. Siehe hierzu: Leerzeichen in Komposita, Durchkopplung

## Geschichte

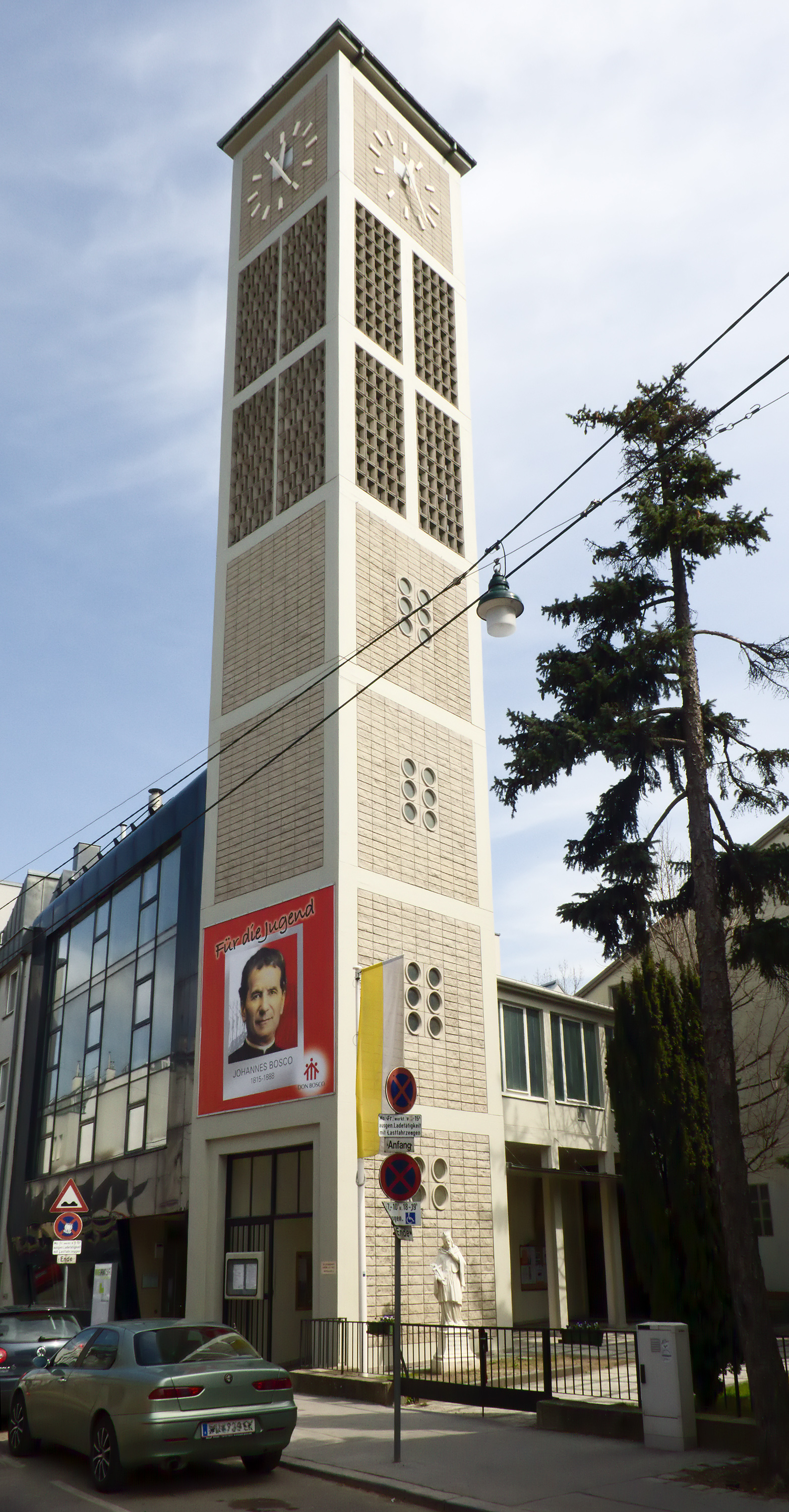
An der Adresse St.-Veit-Gasse 48 stand seit 1865 eine kleine Landkirche. 1965–1967 wurde sie durch die Pfarrkirche „Zur Verklärung Christi“ (Entwurf: Anton Steflicek) ersetzt.

Das Gebiet von Unter-St.-Veit gehörte bis 1867 / 1870 zur Gemeinde St. Veit an der Wien, die im späteren Ober-St.-Veit ihr Zentrum hatte. St. Veit litt im 15. Jahrhundert unter den Truppen des Matthias Corvinus und wurde während der Wiener Türkenbelagerungen verwüstet. Die Josephinische Landesaufnahme zeigt im Gebiet des späteren Unter-St.-Veit lediglich die Feldmühle (urkundlich erstmals erwähnt 1568, siehe Feldmühlgasse), in den folgenden Jahren wurde eine ungeordnete Siedlung begonnen. 1803 ließ der Erzbischof als Grundherr, um höhere Einnahmen zu erzielen, in den Feldern und Wiesen hundert Bauparzellen abstecken.
Das „Neudörfl“ wurde im Bereich der heutigen, nach der Feldmühle benannten Feldmühlgasse und der heutigen Hietzinger Hauptstraße, die bis 1894 in diesem Abschnitt „St. Veiter Gasse bzw. Straße“, in Ober-St.-Veit „Theresiengasse“ bzw. „Maria-Theresien-Straße“ und nur in Alt-Hietzing „Hauptstraße“ genannt wurde, angelegt und ist der historische Kern Unter-St.-Veits.
Die Siedlung wurde bald so genannt, um sie vom bergauf bzw. in Bezug auf den Wienfluss flussaufwärts gelegenen Ortskern von St. Veit, nunmehr Ober-St.-Veit, unterscheiden zu können.
1849 wurden die Grundherrschaften in Österreich aufgehoben.
Dominierte in Ober-St.-Veit die Landwirtschaft mit weithin bekannten Meiereien, so siedelten sich in Unter-St.-Veit vor allem Gewerbe- und Handwerkstreibende an. Dies bewirkte, dass die Interessen der Ober- und der Unter-St.-Veiter oft weit auseinander lagen und es in der Gemeinde öfter zu Streit zwischen den beiden Orten kam. Beide Orte waren daher an der Trennung interessiert, die auf Antrag des Niederösterreichischen Landtags mit Allerhöchster Entschließung Kaiser Franz Josephs I. vom 2. Oktober 1867 genehmigt wurde.
Grenzstreitigkeiten der beiden Orte um Steuer zahlende Betriebe erforderten die Entscheidung von Innenminister Carl Giskra vom 1. November 1869 über die Abmarkung der Gränzen zwischen beiden Gemeinden. Nach ihrer Durchführung wurde die kaiserliche Entscheidung mit Kundmachung des k.k. Statthalters in Niederösterreich vom 28. März 1870 (publiziert am 12. April 1870) zur allgemeinen Kenntniß gebracht.
Das Unter-St.-Veiter Gemeindehaus, eine Schenkung aus dem Jahr 1885, befand sich an der Adresse Auhofstraße 47 (1972 abgebrochen; heute Sportplatz der benachbarten Volksschule). Nach zwanzig Jahren der Autonomie wurde Unter-St.-Veit (wie fast das ganze heutige Hietzing, ausgenommen den Lainzer Tiergarten) mit niederösterreichischem Gesetz vom 19. Dezember 1890 in die Stadt Wien eingemeindet. Das neue Magistratische Bezirksamt für den 13. Bezirk nahm seine Tätigkeit am 1. Jänner 1892 in der Wattmanngasse 12 in Alt-Hietzing auf. Seit 1914 befindet es sich im seit 1938 so genannten Amtshaus für den 13. und 14. Bezirk (bis 1938 war das Bezirksamt nur für den damals auch nördlich des Wienflusses bestehenden 13. Bezirk zuständig).
Seit 15. Oktober 1938 liegt die Bezirksgrenze knapp nördlich von Unter-St.-Veit, da das angrenzende Baumgarten im Zuge der Schaffung von NS-Groß-Wien damals Teil des neuen 14. Bezirks wurde. Die Grenze wurde allerdings am Wienfluss festgelegt, so dass das historische Unterbaumgarten ein Stück in den 13. Bezirk reichte.
Von 1945 bis 1955 befand sich Unter-St.-Veit im britischen Sektor Wiens.

## Grenzen
- Norden: Hietzinger Kai von BUWOG-Hochhaus östlich der Mantlergasse im Westen bis zur Fleschgasse im Osten, reicht allerdings, historisch gesehen, nicht bis zur Bezirksgrenze zum 14. Bezirk, sondern bis zur Grenze zur Katastralgemeinde Baumgarten, die sich größtenteils im 14. Bezirk befindet und hier über den Wienfluss nach Hietzing ausgreift. Insbesondere lag die heutige U-Bahn-Station Unter St. Veit nicht im gleichnamigen Bezirksteil; dies wird heute nicht mehr so gesehen.
- Osten: Fleschgasse – Hietzinger Hauptstraße – Elßlergasse (als Grenze zum Ort Hietzing, auch Alt-Hietzing genannt)
- Süden: Beckgasse (von der Elßlergasse westwärts) – Mühlbachergasse – Stadlergasse (bis zur Verbindungsbahn; als Grenze zum Bezirksteil Lainz)
- Westen: BUWOG-Hochhaus östlich der Mantlergasse – Bossigasse  Hietzinger Hauptstraße – Hummelgasse bis Stadlergasse (als Grenze zum Bezirksteil Ober-St.-Veit)[5]

## Verkehr
Verbindungsbahn

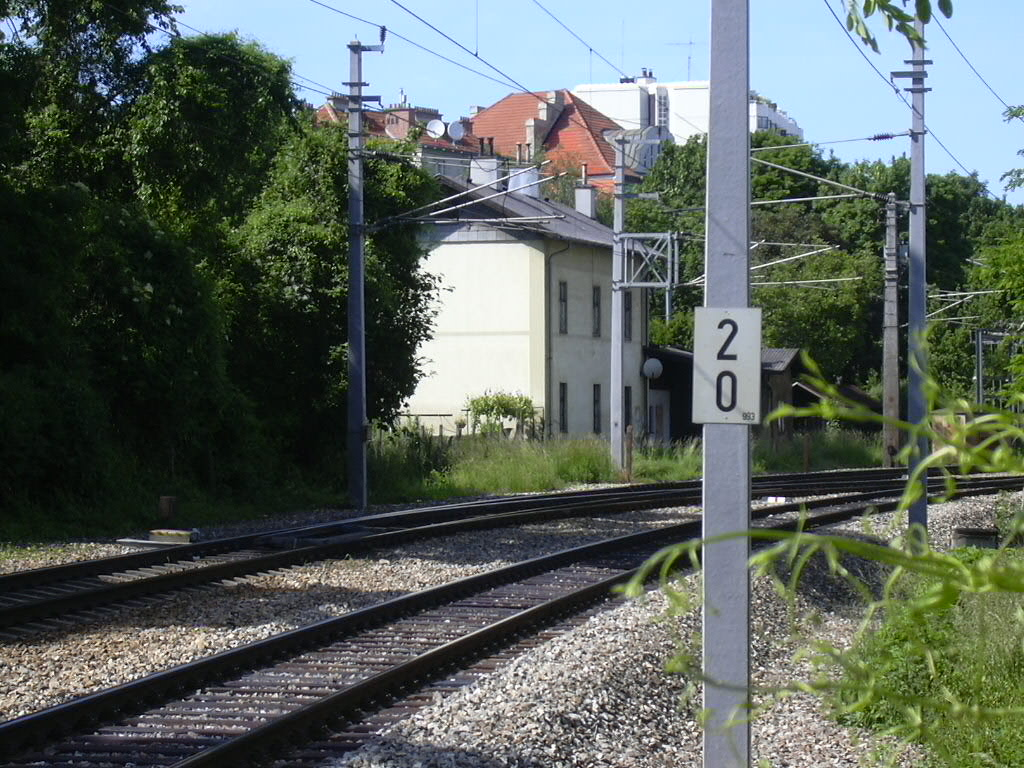
Die ehemalige Verbindungsbahnstation St. Veit an der Wien bei der Hietzinger Hauptstraße (Bossigasse 15)

Das erste Schienenverkehrsmittel, das Unter-St.-Veit erreichte, konnte bis heute kaum Bedeutung für den Stadtverkehr erreichen, soll aber in den 2020er Jahren schnellbahnmäßig ausgebaut werden: Es war die 1860 erbaute Verbindungsbahn, heute südlich der Hietzinger Hauptstraße die fiktive Grenze zwischen Unter- und Ober-St.-Veit. Sie verbindet die Stationen Wien Hütteldorf und Wien Penzing an der Westbahn mit dem Bahnhof Wien Meidling an der Südbahn und mit der Donauländebahn. Die Station St. Veit an der Wien (das Stationsgebäude ist seit Jahrzehnten vermietet) befand sich nördlich der St. Veiter Straße, der späteren Hietzinger Hauptstraße. Die seit 1. Juni 1989 auf der Strecke verkehrenden Schnellbahnzüge halten derzeit noch nicht in Unter-St.-Veit, wohl aber im südlich anschließenden Bezirksteil Speising.
Der Lainzer Tunnel wurde nach langer Bauzeit am 9. Dezember 2012 fahrplanmäßig in Betrieb genommen; der bis dahin starke Güterverkehr auf der Verbindungsbahn wurde nun in den Tunnel verlegt, bis Dezember 2015 auch der ÖBB-Fernverkehr der Westbahn, der nunmehr zum neuen Wiener Hauptbahnhof führt.
Für die Verbindungsbahn ist nach den seit 2017 publizierten Planungen der ÖBB eine S-Bahn-Station in Hochlage statt des Bahnschrankens bei der Hietzinger Hauptstraße vorgesehen. Die Pläne dazu waren 2020 noch nicht verbindlich.
Stellwagen, Dampftramway

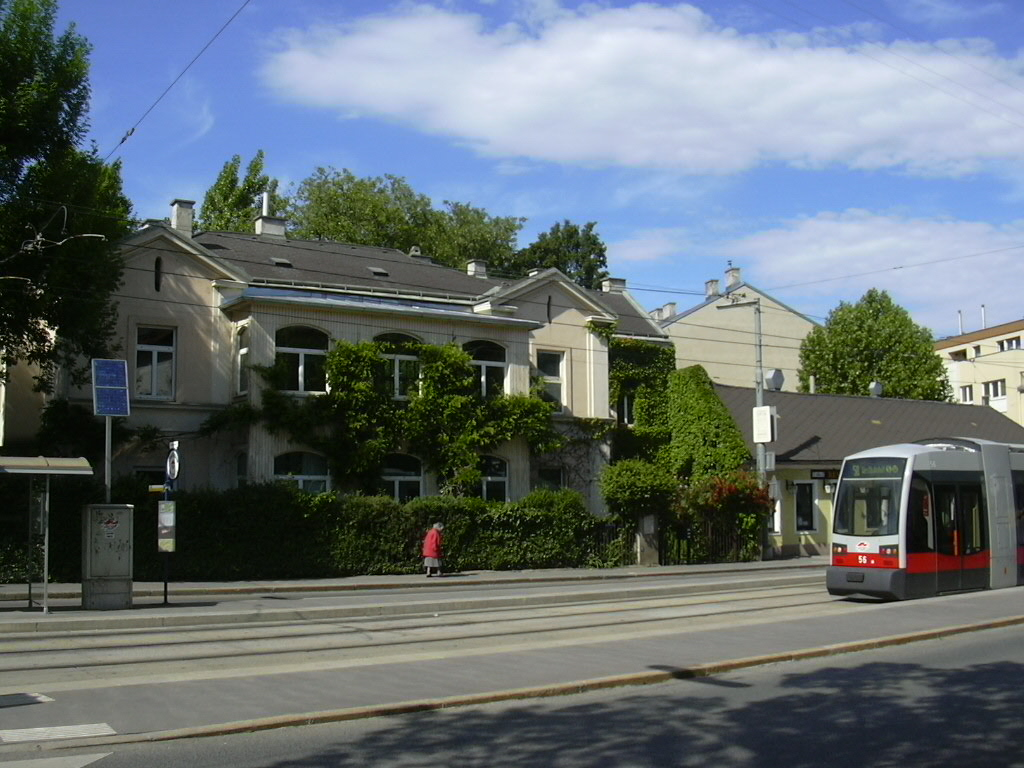
Die ehemalige Dampftramwaystation in der Hietzinger Hauptstraße 88 bei der Kreuzung mit der Verbindungsbahn

Zur Verbindung in Richtung Wien (bzw. zum heutigen Stadtzentrum) dienten damals so genannte Stellwagen. Das waren Pferdewagen, die an festgelegten Standorten warteten, bis mehrere Fahrgäste zum vorgesehenen Fahrtziel beisammen waren, und erst dann losfuhren. Die 1887 erbaute Strecke Hietzing–Ober-St.-Veit der ab 1888 als Dampftramway-Gesellschaft vormals Krauss & Comp. firmierenden Gesellschaft, die die Hietzinger Hauptstraße fast in voller Länge befuhr, war demgegenüber ein Fortschritt; die Dampftramway verkehrte von 7:00 bis 21:30 Uhr alle 30 Minuten. In Unter-St.-Veit befand sich ein Stationsgebäude. Von hier fuhr man 1901 in sechs Minuten nach Hietzing (von Ober-St.-Veit in 13 Minuten).
Straßenbahn
Die Gesellschaft verkaufte die Linie 1907 an die Stadt Wien. 1908 wurde sie elektrifiziert; die neue „Elektrische“, Linie 58, fuhr dann bis 1914 bis Ober-St.-Veit. Um das ständige Kreuzen der Verbindungsbahn (damals dampfbetrieben) durch die Straßenbahn zu vermeiden, wurde die Linie 1914 geteilt. Vom Stadtzentrum bis Unter-St.-Veit fuhr die Linie 58, jenseits des Bahnschrankens wartete der 158er zur Weiterfahrt nach Ober-St.-Veit.
Zu Kriegsende 1945 fuhr die Linie 158 bis 19. Februar, die Linie 58 bis 13. März. Dann war der Betrieb hier bis inklusive 13. September eingestellt. Die Linie 158 verkehrte zum letzten Mal am 27. Juli 1958 und wurde am nächsten Tag durch eine Autobuslinie ersetzt. Die Linie 58 hatte ihre Abfahrtsstelle im Stadtzentrum seit jeher am Burgring (Babenbergerstraße). Wegen des Baues der U-Bahn-Linie U3 unter der inneren Mariahilfer Straße musste die Schleife in den späten 1980er Jahren zum Dr.-Karl-Renner-Ring verlegt werden. Nach Fertigstellung dieses Abschnitts der U3 wurde die 58er-Strecke am 4. September 1993 auf den Abschnitt Westbahnhof–Unter-St.-Veit Hummelgasse verkürzt.
Am 2. September 2017 wurde die Linie 58 eingestellt. Die Strecke U-Bahn-Station Hietzing – Unter St. Veit, Hummelgasse, wurde von der Linie 10 übernommen.
Stadtbahn, U-Bahn
Elf Jahre nach der Dampftramway wurde am 1. Juni 1898 die Wiener Dampfstadtbahn im Abschnitt Heiligenstadt–Gürtellinie–Obere Wientallinie–Hütteldorf-Hacking eröffnet, die direkt am Wienfluss entlangführte. 1899 konnte man auf der Unteren Wientallinie die Station Hauptzollamt nahe dem Stadtzentrum erreichen, 1901 war auch die Donaukanallinie nach Heiligenstadt im Norden Wiens fertiggestellt. Die Fahrzeit von Unter-St.-Veit-Baumgarten zum Karlsplatz (direkte Züge) oder zum Westbahnhof (mit Umsteigen in Meidling Hauptstraße) betrug 1901 20 Minuten, zum Hauptzollamt 25 Minuten. Heute beträgt sie bis Karlsplatz oder Westbahnhof 14, bis Landstraße Wien Mitte 17 Minuten.
Nach mehrmaliger Einstellung des Personenverkehrs im Ersten Weltkrieg wurde die Fahrgastbeförderung am 8. Dezember 1918 wegen Kohlenmangels endgültig eingestellt.
1923 wurde von den Bundesbahnen ein bescheidener Betrieb wiederaufgenommen, 1924 pachtete die Stadt Wien die Stadtbahn (ausgenommen die Vorortelinie), elektrifizierte sie und eröffnete sie am 3. Juni 1925 unter der Bezeichnung Wiener Elektrische Stadtbahn erneut. Ein voller Erfolg wurde die Stadtbahn mit der Einführung eines Tarifverbundes mit der Straßenbahn am 20. Oktober 1925. Auch die Stadtbahn war zu Kriegsende 1945 vorübergehend eingestellt.
Am 20. Dezember 1981 wurde der Abschnitt Hietzing–Hütteldorf als letzter der Linie U4 auf den heutigen U-Bahn-Betrieb umgestellt. Die Station hieß schon um 1960 nur mehr Unter St. Veit; das am nördlichen Wienflussufer liegende Baumgarten, Teil des 14. Bezirks, wurde nicht mehr erwähnt, obwohl die Station zur Gänze in der Katastralgemeinde Baumgarten liegt.
Brücken
Die ältesten Wienflussbrücken am nördlichen Rand von Unter-St.-Veit waren zwei 1860 eröffnete Verbindungsbahnbrücken, die westliche im Gleisbogen nach Hütteldorf, die östliche im Gleisbogen nach Penzing, sowie eine 1878 gebaute Holzbrücke in Verlängerung der heutigen St.-Veit-Gasse zur heutigen Zehetnergasse in Baumgarten.
Der Wienfluss wurde 1895–1903 reguliert; im gleichen Zeitraum wurde die am südlichen Flussufer verlaufende Teilstrecke der Wiener Stadtbahn gebaut. Dies erforderte auch den Neubau aller Brücken. 1896 wurde in Verlängerung der Mantlergasse die Guldenbrücke zur Guldengasse in Baumgarten errichtet. 1898 wurde anlässlich der Eröffnung der Stadtbahnstation Unter-St.-Veit-Baumgarten die benachbarte Holzbrücke bei der St.-Veit-Gasse durch die Baumgartenbrücke ersetzt. 1900 wurden die beiden Verbindungsbahnbrücken zwischen Guldenbrücke und Baumgartenbrücke durch Neubauten ersetzt.
Für die beiden Straßenbrücken wurde nach 1960 Einbahnverkehr verordnet: Die Baumgartenbrücke ist Richtung Hadikgasse bzw. Baumgarten befahrbar, die Guldenbrücke Richtung Hietzinger Kai bzw. Unter-St.-Veit.
2010 wurde als Verbindung von der Fleschgasse zur Astgasse im 14. Bezirk ein Steg für Fußgänger und Radfahrer, die Paul-Amann-Brücke, eröffnet.

## Bauten und Adressen

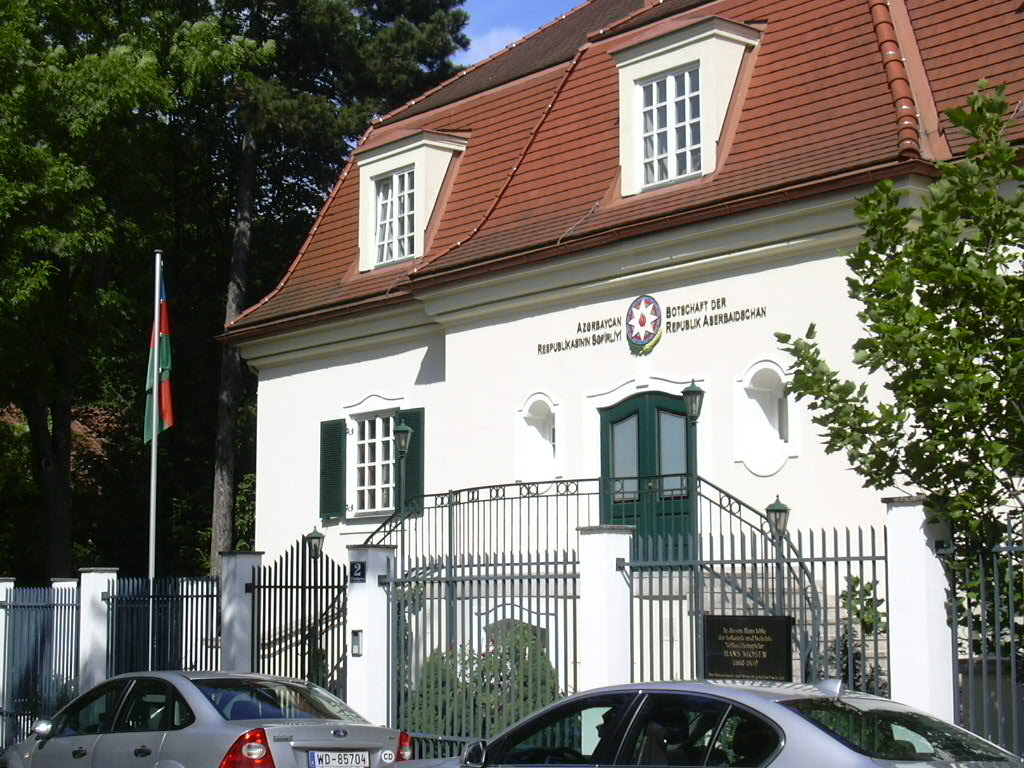
Das Wohnhaus des 1964 verstorbenen Volksschauspielers Hans Moser in der Auhofstraße 76–78, Eingang Hügelgasse 2, ist heute Botschaft der Republik Aserbaidschan.

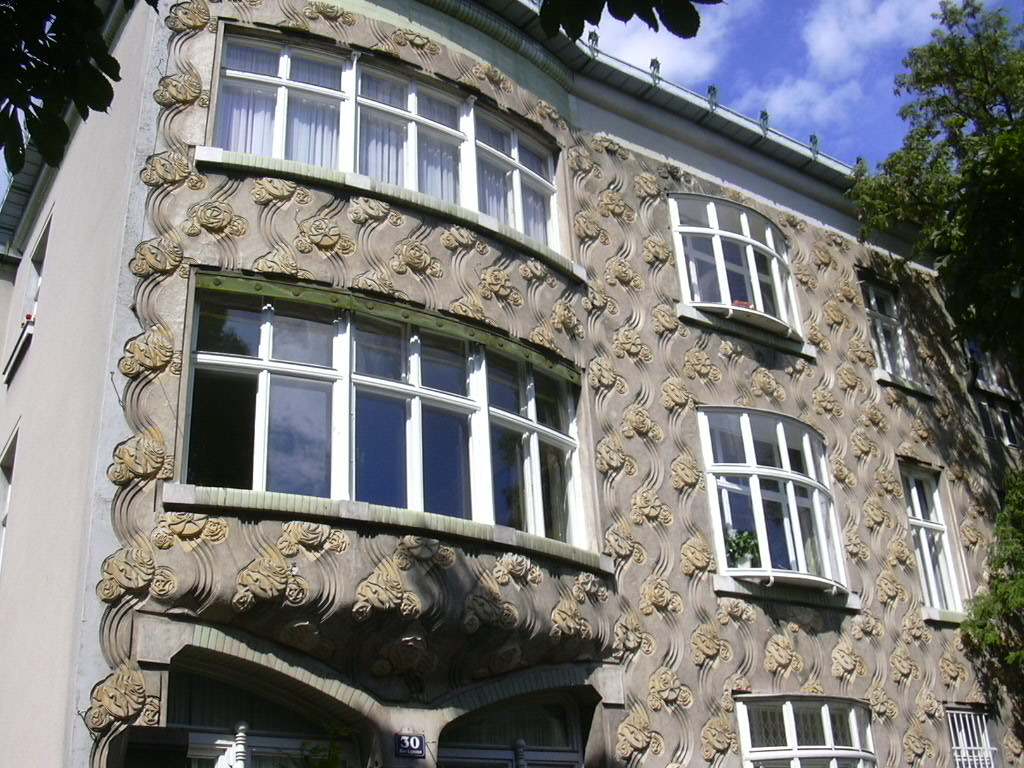
Josef Plecnik dekorierte die Villa Langer, Beckgasse 30

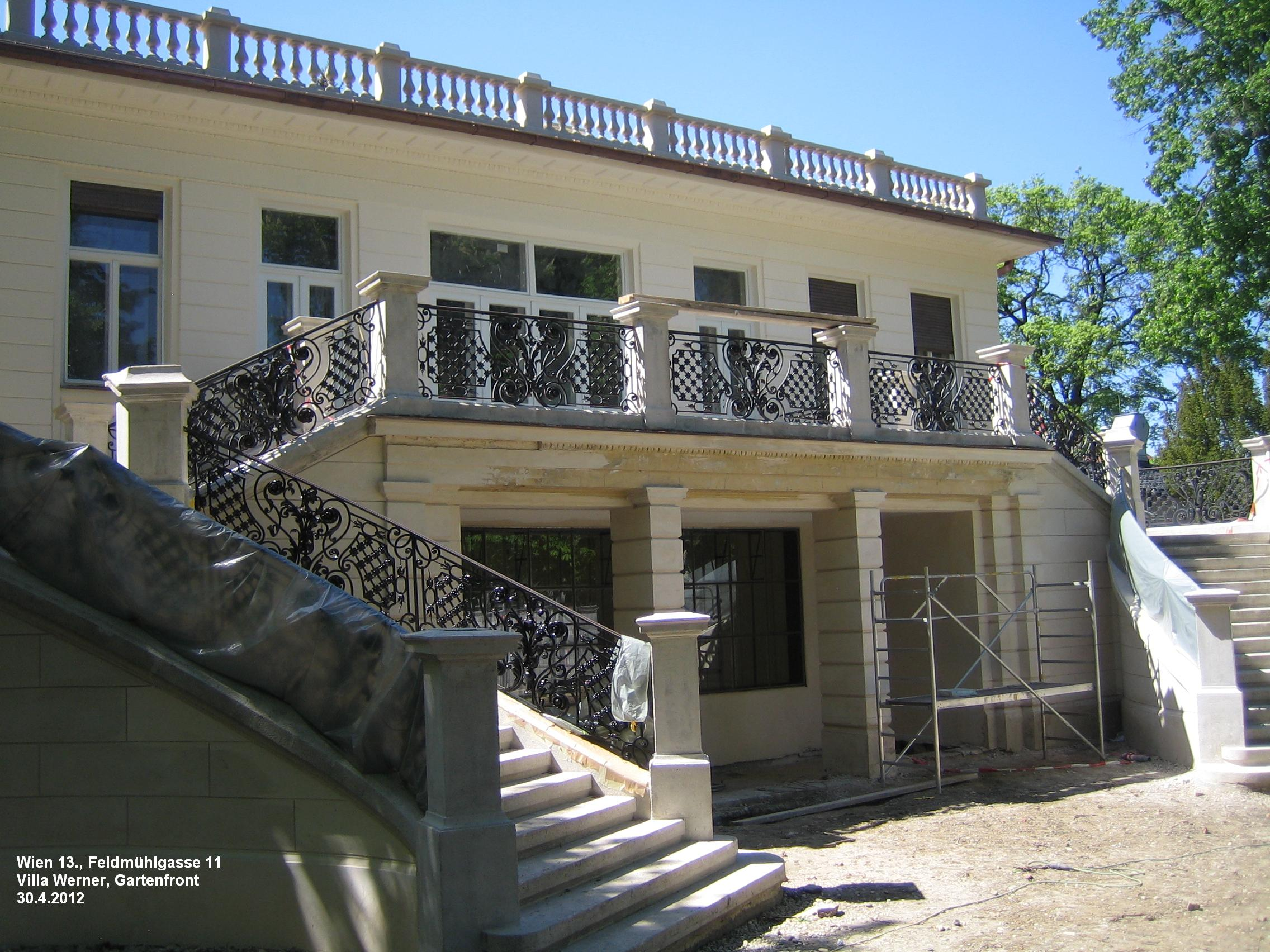
„Klimt-Villa“, Feldmühlgasse 11, Gartenseite, mit Klimts Atelier im Erdgeschoß

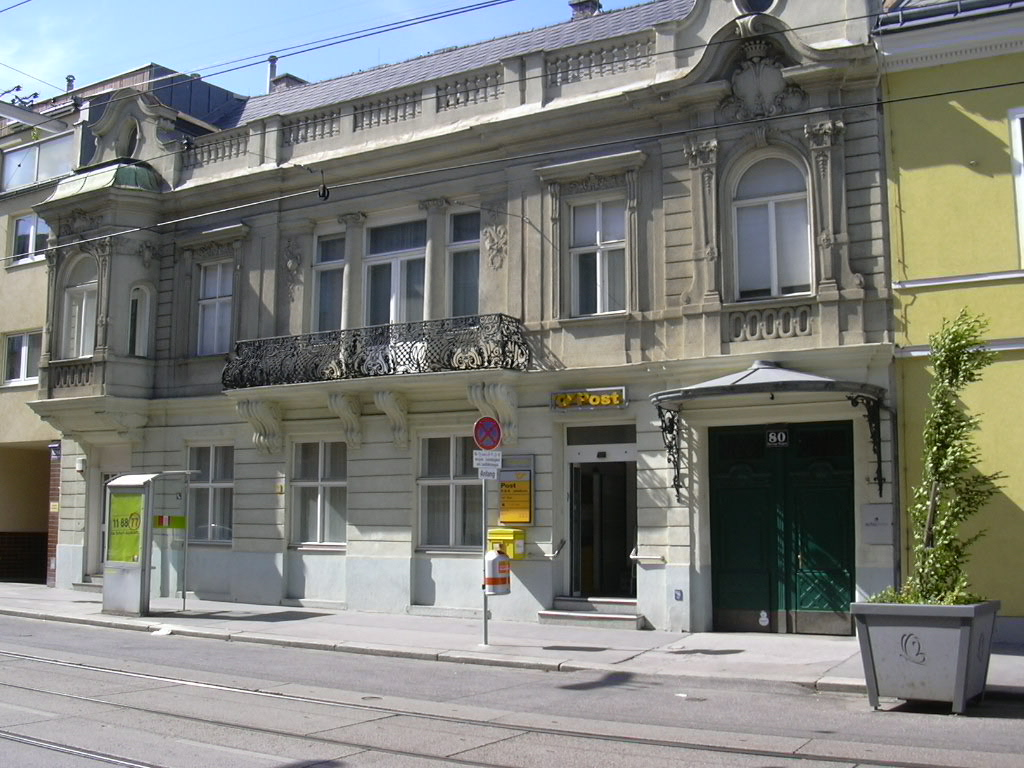
Heute Postfiliale, einst Villa einer Prinzessin: Hietzinger Hauptstraße 80

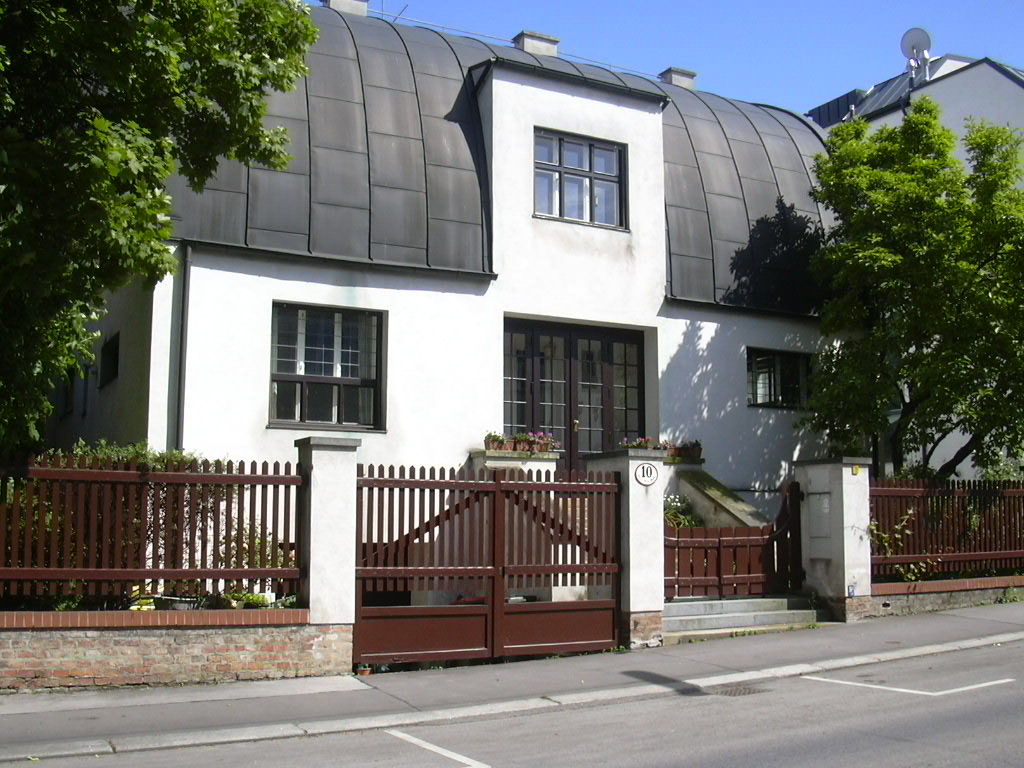
Das Haus Steiner von Adolf Loos in der St.-Veit-Gasse 10 aus dem Jahr 1910 ist in die Geschichte der modernen Architektur eingegangen.

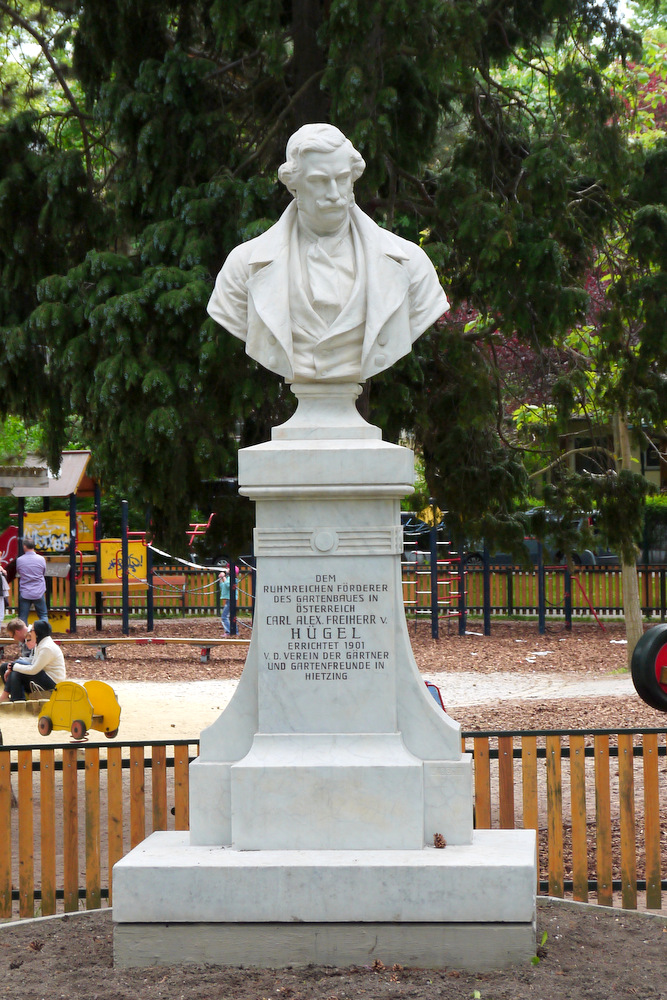
An Carl von Hügel, den bedeutenden Hortologen, erinnert der Hügelpark an der Stoesslgasse mit dem 1901 errichteten Denkmal des Freiherrn

Bei der Suche nach historischen Adressen sind folgende Namensänderungen zu beachten:
- Beckgasse: bis 1938 Reichgasse, 1938–1947 Gustav-Groß-Gasse
- Münichreiterstraße: bis 1894 (Unter) St. Veiter Allee, 1894–1938 Bernbrunngasse, 1938–1946 Stuttgarter Straße
- Stoesslgasse: 1894–1955 Leopold-Müller-Gasse

Alle folgenden Angaben mit den heutigen Namen der Verkehrsflächen:
- Auhofstraße 25 / Fleschgasse / Kremsergasse: früher Areal der Lederfabrik Flesch und ihrer Vorgänger, zuletzt 1940–1995 von der Wurstfabrik Wiesbauer benützt, die (als letzter Industriebetrieb des 13. Bezirks!) mit ihren 250 Arbeitsplätzen nach Inzersdorf im 23. Bezirk übersiedelte; heute Wohnbebauung (Gibs, s. u., S. 282)
- Auhofstraße 41a: Bürohaus, erbaut 1970–1972 mit perfekter Ästhetik (Achleitner, s. u., S. 11)
- Auhofstraße 76–78 / Hügelgasse 2: Moser-Villa, erbaut 1900, 1931–1964 Wohnhaus des Volksschauspielers Hans Moser (siehe Abb.), 1945 sehr stark beschädigt; heute Botschaft der Republik Aserbaidschan; Gedenktafel
- Auhofstraße 78a, Ecke Hügelgasse: Villa, 1909–1911 von Carl Witzmann erbaut (Witzmanns geistige Nähe zu Josef Hoffmann, Achleitner, s. u., S. 31)
- Auhofstraße / Feldmühlgasse: Friedrich-Eymann-Waldorfschule mit Oberstufenrealgymnasium
- Beckgasse 30: Villa Langer (siehe Abb.), 1900 / 1901 von Josef Plecnik mit bewusst asymmetrischer Reliefornamentik an der Fassade geschmückt (Gibs, s. u., S. 95); das entspricht der Denkungsart von Antoni Gaudí (Achleitner, s. u., S. 32)
- Elßlergasse 9: Villa, 1922 von Adolf Loos erbaut, 1984 / 1985 von Luigi Blau für André Heller umgebaut
- Elßlergasse 26: Villa Fritza Reitler, 1922 von Adolf Loos umgebaut und erweitert
- Feldmühlgasse 11: sogenannte „Klimt-Villa“ (siehe Abb.), letztes Atelier Gustav Klimts 1911/12–1918, „schlichtes eingeschoßiges Landhaus mit hohen Fenstern“ (Arthur Roessler, zitiert nach Gibs, s. u., S. 77), später aufgestockt und geschmückt, seit 2012 als Klimt-Gedenkstätte zugänglich
- Fichtnergasse 15: Gymnasium Fichtnergasse, seit 1897, seit 1919 auch für Mädchen zugelassen
- Hietzinger Hauptstraße 80 (siehe Abb.): heute Postfiliale 1132 Wien, Anfang 20. Jh. bis in die 1930er Jahre Wohnsitz von Prinzessin Elisabeth Marie Auguste von Bayern, Tochter von Erzherzogin Gisela und Enkelin von Kaiser Franz Joseph I., seit 1893 mit Otto Seefried auf Buttenheim verheiratet; der alte Kaiser besuchte seine Enkelin hier regelmäßig. Otto Seefried war zuletzt in der Ausgabe 1933 von Lehmann’s Wiener Adressbuch verzeichnet.
- Kupelwiesergasse 28: Haus Strasser, 1918 / 1919 von Adolf Loos umgestaltet
- Larochegasse 2: siehe Wenzgasse 5–11
- Larochegasse 3: Haus Scheu, von Adolf Loos 1912 / 1913 errichtet
- Larochegasse 31, Ecke Münichreiterstraße: Villa Hetzel, erbaut 1908 / 1909, Heimatschutzarchitektur unter vollem Dampf (Achleitner, s. u., S. 49)
- Larochegasse 35: Villa von Hildegard Burjan (Gedenktafel)
- Münichreiterstraße 32: Villa Weifert, 1911 von Carl Witzmann erbaut (W. war zu dieser Zeit sicher der bedeutendste Schüler Hoffmanns, Achleitner, s. u., S. 52)
- St.-Veit-Gasse 10: Haus Steiner (siehe Abb.), 1910 von Adolf Loos entworfen (Das Haus gehört zu den Schlüsselbauten der Moderne, Achleitner, s. u., S. 55)
- St.-Veit-Gasse 25: Don-Bosco-Haus, Jugend- und Erwachsenenbildungshaus der Salesianer Don Boscos (SDB), errichtet 1984–1987; Betrieb eingestellt 2021,[6] Totalabbruch 2023[7]
- St.-Veit-Gasse 48: Unter-St.-Veiter Pfarrkirche (siehe Abb.), erbaut 1965–1967 auf dem Areal der früheren Kirche
- Stoesslgasse / Kupelwiesergasse / Fichtnergasse / Larochegasse: Hügelpark, rund 8.600 m2, 1894 angelegt, Denkmal für den Hortologen Carl von Hügel, enthüllt 1901 bzw. 1947 / 1948 (siehe Abb.)
- Stoesslgasse 15, Ecke Kupelwiesergasse: bis 1981 Villa des populären Filmschauspielers Rudolf Prack
- Wenzgasse 5–11: Gymnasium Wenzgasse, von seiner Gründung 1904 (Eröffnung an diesem Standort 1906) bis 1976 als Mädchenschule geführt; ältester Bauteil und Eingang: Larochegasse 2

Der Großteil von Unter-St.-Veit liegt in der von der Stadt Wien definierten baulichen Schutzzone Hietzinger Cottage, dazu gehören insbesondere die Häuserblöcke rund um den Hügelpark.

## Infrastruktur
In Unter-St.-Veit besteht funktionierende Nahversorgung in einer Mischung von Filialen großer Unternehmen und kleinbetrieblichen Strukturen. In den letzten Jahrzehnten sind einige Veränderungen eingetreten. 1995 wurde der einzige verbliebene Industriebetrieb des Stadtteils, eine Wurstfabrik (Kremsergasse / Fleschgasse / Auhofstraße) in einen anderen Bezirk verlegt. Zwei Lebensmittelgeschäfte und zwei Fleischhauereien wurden von drei Supermärkten abgelöst. Die einzige Buchhandlung des Bezirksteils wurde 1998 geschlossen. Zwei typische Wiener Gasthäuser wurden von einem chinesischen und einem türkischen Lokal abgelöst. Zwei Installateure gaben auf, einer bedient seine Kunden nun von Tullnerbach in Niederösterreich aus. 2008 wurde ein Fitnessstudio eröffnet, ein Juweliergeschäft geschlossen. Die einzige Trafik des Grätzls wurde um 2010 geschlossen. 2013 wurde die einzige Bankfiliale in Unter-St.-Veit geschlossen; im Herbst 2014 wurde am gleichen Standort eine Filiale einer anderen Bank eröffnet. Statt früher einem bestehen nunmehr drei Optikergeschäfte. Hinzugekommen sind außerdem ein Computerfachgeschäft, ein zweites Reisebüro, ein Fachgeschäft für Heilbehelfe und Ähnliches und ein Teesalon.

## Persönlichkeiten
- Johannes Bischko, Mediziner, wohnte in der Larochegasse 28. 2019 wurde nahebei der Johannes-Bischko-Platz benannt.
- Hildegard Burjan, Sozialreformerin, wohnte 1925–1933 in der Larochegasse 35 (Gedenktafel)
- Friedrich Cerha, Komponist, wohnt in der Kupelwiesergasse
- André Heller bewohnte in den achtziger und frühen neunziger Jahren des 20. Jh. eine Villa in der Elßlergasse 9
- Ernst Haeusserman, Burgtheaterdirektor, wohnte einige Zeit in der Auhofstraße 84, im villenähnlichen Direktionsgebäude der ehemaligen Bossi-Fabrik, ehe diese modernen Wohnblocks Platz machte[9]
- Josef Holaubek, Polizeipräsident, hatte seinen letzten Wohnsitz bis 1999 in der Larochegasse 14
- Gustav Klimt, Maler (siehe „Klimt-Villa“, Feldmühlgasse 11)
- Adolf Loos, Architekt, entwarf mehrere Unter-St.-Veiter Villen (siehe: Interessante Adressen)
- Hans Moser, Volksschauspieler (siehe Auhofstraße 76–78)
- Rudolf Prack, populärer Filmschauspieler, hatte seine Villa bis zu seinem Tod 1981 in der Stoesslgasse 15[10] neben dem Hügelpark
- Franz Schalk, Operndirektor, wohnte um 1905–1910 in der Hügelgasse 10
- Franz Schmidt, Komponist, wohnte 1912–1922 in der Elßlergasse 26
- Klaus Wildbolz, Schauspieler, † 2017, verkehrte in seinen letzten Lebensjahren in der Hietzinger Hauptstraße 67
- Ludwig Wittgenstein wohnte im Herbst 1919 kurze Zeit bei Familie Sjögren in der St.-Veit-Gasse 17